# Jack Herer (activista)
Jack Herer (Nueva York, Nueva York, 18 de junio de 1939 – Eugene, Oregón, 15 de abril de 2010) fue un activista estadounidense por la defensa del cannabis. En sus campañas y libros apoyó la tesis del cultivo de las variedades de cannabis o cáñamo como solución técnica a problemas como el hambre, la deforestación, los combustibles, etc, al mismo tiempo que abogó por la legalización de su uso lúdico.
Retó con una recompensa millonaria a que alguien consiguiera refutar científicamente su tesis de la utilidad social del cannabis.
Una de las variedades más conocidas de cannabis a nivel mundial lleva su nombre, "Jack Herer"
.